# 정윤수 (야구인)
정윤수(鄭胤守, 1964년 12월 17일 ~ )는 전 KBO 리그 삼성 라이온즈의 선수이다.

## 출신 학교
- 대구봉덕초등학교
- 대구중학교
- 포항제철공업고등학교
- 영남대학교